# United States Pirate Party
Die United States Pirate Party (USPP) ist eine Partei der USA. Sie ist ein Teil der Internationalen Piratenbewegung und verfolgt mehr Bürgerrechte, mehr direkte Demokratie und Mitbestimmung.
Vorsitzender der Partei ist seit 2022 Anthony Jay. Die Partei ist in den US-Bundesstaaten Kalifornien, Illinois, Indiana, Kentucky, Massachusetts und Pennsylvania aktiv.

## Programm
Die United States Pirate Party setzt sich laut eigenen Angaben für eine offene, partizipative Gesellschaft ein.
Sie fordert mehr direkte Demokratie, echte staatliche Transparenz, mehr Schutz der Privatsphäre und mehr bürgerliche Freiheiten. Sie folgt den Prinzipien der Piratenbewegung.
Zudem fordert die Partei mehr Datenschutz des Einzelnen. Sie wollen mehr Gleichberechtigung und gleiche Wettbewerbsbedingungen für alle.

## Geschichte
Die United States Pirate Party (USPP) wurde im Jahr 2006 von Brent Allison und Alex English gegründet. Sie richtet sich programmatisch nach der internationalen Piratenbewegung. Sie wurde gegründet um mehr Freiheiten in den USA zu schaffen.
Das 2012 gegründete Piraten-Nationalkomitee (PNC) verfolgt und unterstützt das Wachstum und die Entwicklung von neu gegründeten Landesparteien im ganzen Land.